# 7710 Ісібасі
7710 Ісібасі (7710 Ishibashi) — астероїд головного поясу, відкритий 30 листопада 1994 року.
Тіссеранів параметр щодо Юпітера — 3,132.